# 골드스티노
골드스티노(goldstino)는 초대칭의 자발 대칭 깨짐에 대한 페르미온 골드스톤 입자이다. 다른 대칭 깨짐에 대한 골드스톤 입자는 보손이지만, 초대칭은 그 매개변수가 반가환수이므로 골드스톤 입자는 페르미온이 된다.
초중력 이론에서는 일종의 힉스 메커니즘을 통해, 그래비티노가 골드스티노를 "삼켜" 질량을 얻게 된다.